# کرنکی-یارکی
کرنکی-یارکی (به لهستانی:  Krynki-Jarki) یک روستا در لهستان است که در گمینا گروجیسک واقع شده‌است.